# Nerkoonjärvi (sjö i Idensalmi, Norra Savolax)
Nerkoonjärvi är en sjö i kommunerna Idensalmi och Lapinlax i landskapet Norra Savolax i Finland. Sjön ligger 85,8 meter över havet. Den är 11,97 meter djup. Arean är 15,66 kvadratkilometer och strandlinjen är 66,08 kilometer lång. Sjön  ingår i Vuoksens huvudavrinningsområde.   Den ligger omkring 61 kilometer norr om Kuopio och omkring 380 kilometer norr om Helsingfors. 
I sjön finns öarna Kenttäsaari, Rapasaaret, Junkkari, Luhtasaari, Laaninsaari, Suolasaari, Heinäsaari, Peltosaari, Kupunen, Koikka, Myllysaari, Aittosaari, Luodonsaari, Heiskalansaari, Lehtosaari, Luoto och Sikosaari. 
Nordöst om Nerkoonjärvi ligger Kirmanjärvi. Söder om Nerkoonjärvi ansluter kanalen Nerkoon Kanava. 